# Leubok Beutong
Leubok Beutong is een bestuurslaag in het regentschap Aceh Barat van de provincie Atjeh, Indonesië. Leubok Beutong telt 110 inwoners (volkstelling 2010).